# Qualificazioni al campionato mondiale maschile di pallavolo 2006 (CAVB)
Risultati delle qualificazioni ai Mondiali di pallavolo maschile Giappone 2006.

## Zona Africana
13 membri FIVB
- si qualificano 2 squadre.

Le nazionali di Ghana, Sudan M, Uganda, Eritrea, Sudafrica, Botswana e Mauritius iniziano dal primo turno.
Le nazionali di Tunisia, Algeria, Marocco, Egitto, Camerun e Rep. del Congo cominciano il loro cammino dal secondo turno.
Le prime classificate dei due gironi del secondo turno sono qualificate a Giappone 2006.

### Primo turno

#### Girone A - Khartoum (Sudan)
| Martedì 1º febbraio 2005  | Uganda | 0 - 3 | Ghana   |
| Martedì 1º febbraio 2005  | Sudan  | 3 - 0 | Eritrea |
| Mercoledì 2 febbraio 2005 | Ghana  | 3 - 0 | Eritrea |
| Mercoledì 2 febbraio 2005 | Sudan  | 3 - 1 | Uganda  |
| Giovedì 3 febbraio 2005   | Uganda | 3 - 0 | Eritrea |
| Giovedì 3 febbraio 2005   | Sudan  | 3 - 2 | Ghana   |

Classifica finale
| Pos | Squadra | P | V | P | SV | SP |
| --- | ------- | - | - | - | -- | -- |
| 1   | Sudan   | 6 | 3 | 0 | 9  | 3  |
| 2   | Ghana   | 4 | 2 | 1 | 8  | 3  |
| 3   | Uganda  | 2 | 1 | 2 | 4  | 6  |
| 4   | Eritrea | 0 | 0 | 2 | 0  | 6  |

#### Girone B - Durban (Sudafrica)
| Venerdì 8 aprile 2005   | Sudafrica | 3 - 0 | Botswana  |
| Venerdì 8 aprile 2005   | Botswana  | 1 - 3 | Mauritius |
| Domenica 10 aprile 2005 | Sudafrica | 3 - 0 | Mauritius |

Classifica finale
| Pos | Squadra   | P | V | P | SV | SP |
| --- | --------- | - | - | - | -- | -- |
| 1   | Sudafrica | 4 | 2 | 0 | 6  | 0  |
| 2   | Mauritius | 2 | 1 | 1 | 3  | 4  |
| 3   | Botswana  | 0 | 0 | 2 | 1  | 6  |

### Secondo turno

#### Girone C - Tunisi (Tunisia)
| Giovedì 28 luglio 2005 | Algeria   | 1 - 3 | Sudafrica |
| Giovedì 28 luglio 2005 | Tunisia   | 3 - 0 | Marocco   |
| Venerdì 29 luglio 2005 | Marocco   | 2 - 3 | Algeria   |
| Venerdì 29 luglio 2005 | Sudafrica | 0 - 3 | Tunisia   |
| Sabato 30 luglio 2005  | Marocco   | 0 - 3 | Sudafrica |
| Sabato 30 luglio 2005  | Tunisia   | 3 - 0 | Algeria   |

Classifica finale
| Pos | Squadra   | P | V | P | SV | SP |
| --- | --------- | - | - | - | -- | -- |
| 1   | Tunisia   | 6 | 3 | 0 | 9  | 0  |
| 2   | Sudafrica | 4 | 2 | 1 | 6  | 4  |
| 3   | Algeria   | 2 | 1 | 2 | 4  | 8  |
| 4   | Marocco   | 0 | 0 | 2 | 2  | 9  |

#### Girone D - Il Cairo (Egitto)
| Giovedì 24 marzo 2005 | Camerun        | 3 - 0 | Sudan          |
| Giovedì 24 marzo 2005 | Rep. del Congo | 0 - 3 | Egitto         |
| Venerdì 25 marzo 2005 | Sudan          | 1 - 3 | Rep. del Congo |
| Venerdì 25 marzo 2005 | Egitto         | 3 - 1 | Camerun        |
| Sabato 26 marzo 2005  | Camerun        | 3 - 1 | Rep. del Congo |
| Sabato 26 marzo 2005  | Egitto         | 3 - 0 | Sudan          |

Classifica finale
| Pos | Squadra        | P | V | P | SV | SP |
| --- | -------------- | - | - | - | -- | -- |
| 1   | Egitto         | 6 | 3 | 0 | 9  | 1  |
| 2   | Camerun        | 4 | 2 | 1 | 7  | 4  |
| 3   | Rep. del Congo | 2 | 1 | 2 | 4  | 6  |
| 4   | Sudan          | 0 | 0 | 2 | 1  | 9  |